# Thailand Open 2004 - Qualificazioni singolare
Le qualificazioni del singolare  del Thailand Open 2004 sono state un torneo di tennis preliminare per accedere alla fase finale della manifestazione. I vincitori dell'ultimo turno sono entrati di diritto nel tabellone principale. In caso di ritiro di uno o più giocatori aventi diritto a questi sono subentrati i lucky loser, ossia i giocatori che hanno perso nell'ultimo turno ma che avevano una classifica più alta rispetto agli altri partecipanti che avevano comunque perso nel turno finale.
Le qualificazioni del torneo Thailand Open 2004 prevedevano 32 partecipanti di cui 4 sono entrati nel tabellone principale.

## Teste di serie
1. Marco Chiudinelli (secondo turno)
2. Arvind Parmar (ultimo turno)
3. Michael Ryderstedt (ultimo turno)
4. Michael Kohlmann (Qualificato)

1. Satoshi Iwabuchi (Qualificato)
2. Jaymon Crabb (Qualificato)
3. Robert Lindstedt (ultimo turno)
4. Amir Hadad (secondo turno)

## Qualificati
1. Jaymon Crabb
2. Rogier Wassen

1. Satoshi Iwabuchi
2. Michael Kohlmann

## Tabellone

### Legenda
| - Q = Qualificato - WC = Wild card - LL = Lucky loser | - ALT = Alternate - SE = Special Exempt - PR = Protected Ranking | - w/o = Walkover - r = Ritirato - d = Squalificato |

### Sezione 1
|  | Primo turno          | Primo turno          | Primo turno          | Primo turno | Primo turno |  |  | Secondo turno | Secondo turno     | Secondo turno     | Secondo turno     | Secondo turno |   |   | Ultimo turno | Ultimo turno   | Ultimo turno   | Ultimo turno | Ultimo turno |  |
|  |                      |                      |                      |             |             |  |  |               |                   |                   |                   |               |   |   |              |                |                |              |              |  |
|  |                      |                      |                      |             |             |  |  |               |                   |                   |                   |               |   |   |              |                |                |              |              |  |
|  |                      |                      |                      |             |             |  |  | 1             | Marco Chiudinelli | Marco Chiudinelli | Marco Chiudinelli |               |   |   |              |                |                |              |              |  |
|  | Pongsiri Niroj       | Pongsiri Niroj       | Pongsiri Niroj       | 7           | 6           |  |  |               | Pongsiri Niroj    | Pongsiri Niroj    | Pongsiri Niroj    | W-O           |   |   |              |                |                |              |              |  |
|  | Putporn Chantawannop | Putporn Chantawannop | Putporn Chantawannop | 63          | 3           |  |  |               |                   |                   |                   |               |   |   |              | Pongsiri Niroj | Pongsiri Niroj | 5            | 3            |  |
|  |                      |                      |                      |             |             |  |  |               |                   | 6                 | Jaymon Crabb      | Jaymon Crabb  | 7 | 6 |              |                |                |              |              |  |
|  |                      |                      |                      |             |             |  |  |               | Artem Sitak       | 6                 | 3                 | 1r            |   |   |              |                |                |              |              |  |
|  |                      |                      |                      |             |             |  |  | 6             | Jaymon Crabb      | 4                 | 6                 | 4             |   |   |              |                |                |              |              |  |
|  |                      |                      |                      |             |             |  |  |               |                   |                   |                   |               |   |   |              |                |                |              |              |  |

### Sezione 2
|  | Primo turno   | Primo turno   | Primo turno   | Primo turno | Primo turno |  |  | Secondo turno | Secondo turno | Secondo turno | Secondo turno | Secondo turno |   |   | Ultimo turno | Ultimo turno  | Ultimo turno | Ultimo turno | Ultimo turno |  |
|  |               |               |               |             |             |  |  |               |               |               |               |               |   |   |              |               |              |              |              |  |
|  |               |               |               |             |             |  |  |               |               |               |               |               |   |   |              |               |              |              |              |  |
|  |               |               |               |             |             |  |  | 2             | Arvind Parmar | Arvind Parmar | 6             | 6             |   |   |              |               |              |              |              |  |
|  | Tai-Wei Liu   | Tai-Wei Liu   | Tai-Wei Liu   | 6           | 6           |  |  |               | Tai-Wei Liu   | Tai-Wei Liu   | 0             | 0             |   |   |              |               |              |              |              |  |
|  | Takeshi Itoh  | Takeshi Itoh  | Takeshi Itoh  | 2           | 2           |  |  |               |               |               |               |               |   |   | 2            | Arvind Parmar | 4            | 6            | 3            |  |
|  | Rogier Wassen | Rogier Wassen | Rogier Wassen | 6           | 6           |  |  |               |               |               | Rogier Wassen | 6             | 3 | 6 |              |               |              |              |              |  |
|  | Jordan Kerr   | Jordan Kerr   | Jordan Kerr   | 3           | 1           |  |  |               | Rogier Wassen | Rogier Wassen | 6             | 7             |   |   |              |               |              |              |              |  |
|  |               |               |               |             |             |  |  | 8             | Amir Hadad    | Amir Hadad    | 2             | 6(1)          |   |   |              |               |              |              |              |  |
|  |               |               |               |             |             |  |  |               |               |               |               |               |   |   |              |               |              |              |              |  |

### Sezione 3
|  | Primo turno       | Primo turno       | Primo turno | Primo turno | Primo turno |  |  | Secondo turno | Secondo turno      | Secondo turno    | Secondo turno    | Secondo turno    |   |   | Ultimo turno | Ultimo turno       | Ultimo turno       | Ultimo turno | Ultimo turno |  |
|  |                   |                   |             |             |             |  |  |               |                    |                  |                  |                  |   |   |              |                    |                    |              |              |  |
|  |                   |                   |             |             |             |  |  |               |                    |                  |                  |                  |   |   |              |                    |                    |              |              |  |
|  |                   |                   |             |             |             |  |  | 3             | Michael Ryderstedt | 6                | 5                | 7                |   |   |              |                    |                    |              |              |  |
|  | Jim Thomas        | Jim Thomas        | 4           | 6           | 6           |  |  |               | Jim Thomas         | 4                | 7                | 5                |   |   |              |                    |                    |              |              |  |
|  | Sornsakol Supakit | Sornsakol Supakit | 6           | 1           | 0           |  |  |               |                    |                  |                  |                  |   |   | 3            | Michael Ryderstedt | Michael Ryderstedt | 3            | 4            |  |
|  | Scott Willinsky   | Scott Willinsky   | 6           | 1           | 6           |  |  |               |                    | 5                | Satoshi Iwabuchi | Satoshi Iwabuchi | 6 | 6 |              |                    |                    |              |              |  |
|  | Anuwat Dalodom    | Anuwat Dalodom    | 3           | 6           | 2           |  |  |               | Scott Willinsky    | Scott Willinsky  | 2                | 2                |   |   |              |                    |                    |              |              |  |
|  |                   |                   |             |             |             |  |  | 5             | Satoshi Iwabuchi   | Satoshi Iwabuchi | 6                | 6                |   |   |              |                    |                    |              |              |  |
|  |                   |                   |             |             |             |  |  |               |                    |                  |                  |                  |   |   |              |                    |                    |              |              |  |

### Sezione 4
|  | Primo turno         | Primo turno         | Primo turno         | Primo turno | Primo turno |  |  | Secondo turno | Secondo turno    | Secondo turno    | Secondo turno    | Secondo turno |   |   | Ultimo turno | Ultimo turno     | Ultimo turno | Ultimo turno | Ultimo turno |  |
|  |                     |                     |                     |             |             |  |  |               |                  |                  |                  |               |   |   |              |                  |              |              |              |  |
|  |                     |                     |                     |             |             |  |  |               |                  |                  |                  |               |   |   |              |                  |              |              |              |  |
|  |                     |                     |                     |             |             |  |  | 4             | Michael Kohlmann | Michael Kohlmann | 6                | 6             |   |   |              |                  |              |              |              |  |
|  | Luka Gregorc        | Luka Gregorc        | Luka Gregorc        | 6           | 6           |  |  |               | Luka Gregorc     | Luka Gregorc     | 3                | 4             |   |   |              |                  |              |              |              |  |
|  | Peerachat Chaiyapan | Peerachat Chaiyapan | Peerachat Chaiyapan | 0           | 0           |  |  |               |                  |                  |                  |               |   |   | 4            | Michael Kohlmann | 2            | 7            | 6            |  |
|  | Yves Allegro        | Yves Allegro        | Yves Allegro        | 6           | 6           |  |  |               |                  | 7                | Robert Lindstedt | 6             | 5 | 3 |              |                  |              |              |              |  |
|  | Bhee Witoonpanich   | Bhee Witoonpanich   | Bhee Witoonpanich   | 4           | 1           |  |  |               | Yves Allegro     | Yves Allegro     | 4                | 5             |   |   |              |                  |              |              |              |  |
|  |                     |                     |                     |             |             |  |  | 7             | Robert Lindstedt | Robert Lindstedt | 6                | 7             |   |   |              |                  |              |              |              |  |
|  |                     |                     |                     |             |             |  |  |               |                  |                  |                  |               |   |   |              |                  |              |              |              |  |